# هادي يحيى
هادي يحيى لاعب كرة قدم سعودي ، في مركز قلب دفاع.
سبق له اللعب مع أندية الشباب والرائد والفيصلي و نادي النجمة و نادي الخلود ونادي وج ونادي قلوة.

## روابط خارجية
- هادي يحيى على موقع قاعدة بيانات كرة القدم.إي يو (الإنجليزية)
- هادي يحيى على موقع Soccerway.com (الإنجليزية)
- هادي يحيى على موقع كووورة